# Taubenturm (Maignaut-Tauzia)

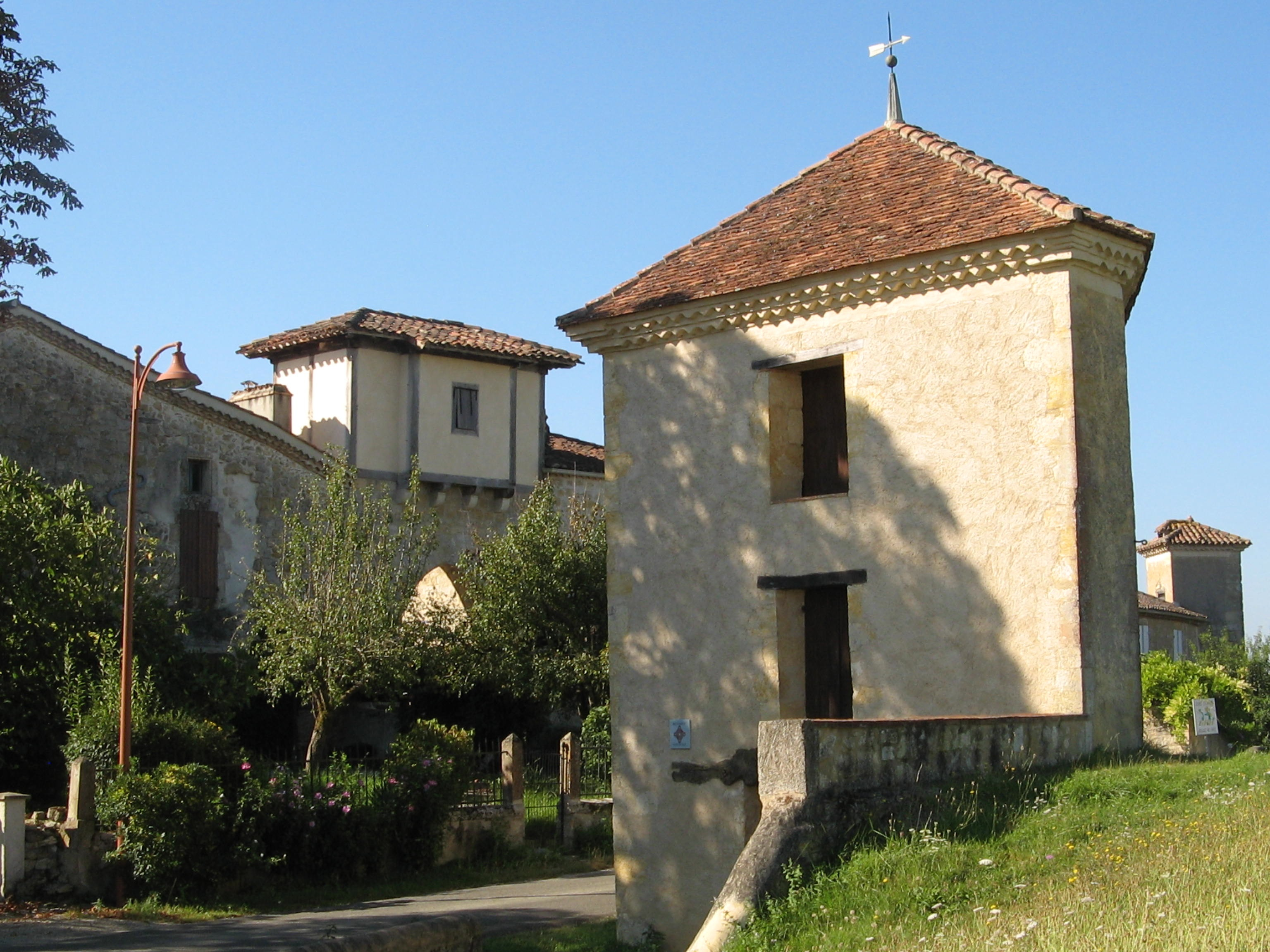
Taubenturm in Maignaut-Tauzia

Der Taubenturm (französisch colombier oder pigeonnier) in Maignaut-Tauzia, einer französischen Gemeinde im Département Gers in der Region Okzitanien, wurde im 19. Jahrhundert errichtet. Der Taubenturm aus Bruchstein mit Eckquaderung wurde auch als Zollhaus zur Erhebung des Octroi genutzt. Zum Gebäude mit dreieckigem Grundriss gehört noch ein Brunnen mit Waschhaus.
Das abbruchgefährdete Gebäude wurde 1997 vom Verein Maignaut Passion erworben und bis zum Jahr 2000 renoviert. Es wird heute für Ausstellungen und Veranstaltungen genutzt. Es steht seit 2010 als Monument historique auf der Liste der Baudenkmäler in Frankreich.